# Tòa án Công lý Hoàng gia
Toà án công lý Hoàng gia Bhutan (tiếng Anh: Royal Court of Justice, Dzongkha: དཔལ་ལྡན་འབྲུག་པའི་དྲང་ཁྲིམས་ལྷན་སྡེ་; Wylie Dpal-ldan 'Brug-pai Drang-khrims Lhan-sde; Palden Drukpa Drangkhrim Lhende) là cơ quan chính phủ giám sát hệ thống tư pháp của Bhutan. Thẩm phán cấp cao của tòa án được chỉ định bởi quốc vương. Hệ thống pháp luật của Bhutan bị ảnh hưởng bởi Thông luật của Anh. Tòa án Hoàng gia có trụ sở tại thủ đô Thimphu.

## Bối cảnh
Hệ thống tư pháp Bhutan luôn bị thiếu cán bộ có trình độ và hầu hết các cán bộ văn phòng cũng là công chức. Cho đến khi Đạo luật Quốc gia về Dịch vụ Tư pháp năm 2007, các thẩm phán vẫn là một phần của dịch vụ dân sự Bhutan.

## Hiến pháp năm 2008
Trong năm 2008, Hiến pháp Bhutan được soạn thảo theo khuôn khổ nội dung và thủ tục của Tòa án Hoàng gia. Điều 21 của Hiến pháp thiết lập một hệ thống các quan hệ giữa Tòa án Tối cao với Toà án Cấp cao và đưa ra vai trò của từng cấp hành chính.
Chánh án, một người được nhà Vua bổ nhiệm, có nhiệm kỳ 5 năm và là Chủ tịch Ủy ban Tư pháp Quốc gia, một cơ quan hoàng gia. (Điều 21, §§ 4, 6, 17) Chánh án có quyền tham gia vào một số chức năng ngoài nhiệm vụ, bao gồm Hội đồng Recency; chủ trì các phiên họp chung của Quốc hội Bhutan về thủ tục thoái vị; và chủ trì các thủ tục tố tụng chính trị. (Điều. 2, §§ 8, 23; Art. 32, § 3)
Theo Hiến pháp, Chánh án Công vụ phục vụ nhiệm kỳ mười năm. (Điều. 21, §§ 6, 13) Tuy nhiên, độ tuổi nghỉ hưu của tất cả các Thẩm phán Tòa án Tối cao là 65. (Điều. 21, § 6) Chánh án và Drangpons của Tòa án Tối cao phục vụ nhiệm kỳ 10 năm, hoặc cho đến khi nghỉ hưu bắt buộc ở tuổi 60. (Điều. 21, § 13) Thẩm phán đã bổ nhiệm không thể bổ nhiệm lại. (Điều. 31, § 4)

## Hệ thống
- Tòa án tối cao Bhutan - tòa phúc thẩm cao nhất ở Bhutan, cơ quan giải thích pháp luật
- Tòa án cấp cao Bhutan - thẩm quyền xét xử phúc thẩm và ngoại lệ
- Tòa án Hành chính do Quốc hội thành lập
- Tòa án Dzongkhag - Tòa án quận (20)
- Tòa án Dungkhag - Toà án huyện (Tổng cộng 13 tòa tại 6 huyện)

## Mở rộng
- "༄༅།།འབྲུག་གི་རྩ་ཁྲིམས་ཆེན་མོ།།" [The Constitution of the Kingdom of Bhutan] (PDF) (bằng tiếng Dzongkha). Government of Bhutan. ngày 18 tháng 7 năm 2008. Bản gốc (PDF) lưu trữ ngày 6 tháng 7 năm 2011. Truy cập ngày 19 tháng 10 năm 2010.{{Chú thích web}}:  Quản lý CS1: ngôn ngữ không rõ (liên kết)
- "Royal Court of Justice of Bhutan". Government of Bhutan. Bản gốc lưu trữ ngày 5 tháng 10 năm 2010. Truy cập ngày 19 tháng 10 năm 2010.
- "Laws of Bhutan". Bhutannica. Bản gốc lưu trữ ngày 27 tháng 4 năm 2011. Truy cập ngày 19 tháng 10 năm 2010.